# Деївська гора
Де́ївська гора́ — невелика система пагорбів, урочищ і ярів, розташована в однойменному районі с. Садків, Кременчуцького району.

## Загальні риси
На горі знаходиться найвища точка Полтавської області. Найвища висота — 204,4 м над рівнем моря.

## Воєнні дії на горі у роки Радянсько-німецької війни
Ще з перших днів війни у Кременчуці почалися роботи по зведенню оборонних споруд — протитанкових ровів і загороджень від Кременчука до Градизька.
Перший жорстокий бій відбувся в ніч з 5 на 6 серпня 1941 року на рубежі Деївська гора — Гостра могила. Ополченцям вдалося не тільки втримати нацистів на підходах до міста, але й відкинути їх більш ніж на 10 кілометрів — аж до Онуфріївки і Павлиша. Проте сили були надто нерівними, тому через три дні запеклих боїв ополчення було змушене відступити, Крюків здали. У цій борні загинуло понад дві тисячі ополченців.
На кургані Деївської гори на честь цих подій встановлено пам'ятник солдатам, загиблим у перші дні оборони міста від німців.

## Сьогоденність
На Деївській горі з 1960-х рр. розташоване Кременчуцьке міське сміттєзвалище, що може приймати відходи 4 класу небезпеки. Екологи підрахували, що Кременчук за рік вивозить 600 м³ як побутового, так і промислового сміття. За такого об'єму наповнення звалища вистачить на 7 років. Сміття складають за спеціальною технологією: шар сміття — шар ґрунту. Увесь цей непотріб перегниває. У глибині сміттєвої гори за ці роки утворилися цілі родовища метану.
Кілька років тому кременчуцькими екологами було досліджено воду з колодязів розташованого поблизу звалища. Вода виявилася забрудненою. Основним джерелом хімічного забруднення визнали рідкі промислові відходи. Від сміттєзвалища у бік житлової зони Крюкова забруднення станом на 2007 р. розповсюдилося на 2 км.

## Перспективи
Фахівці управління екології Кременчуцького міськвиконкому визнають, що Деївська гора — вдале місце для лижної траси. Щоправда, для організації такого виду відпочинку потрібні значні інвестиції з боку підприємців.
1 липня 2008 р. у кременчуцькій мерії було підписано меморандум з німецькою фірмою «ГААЗЕ Енергітехнік» про співробітництво щодо зменшення негативного впливу відходів на навколишнє середовище. Уряд Німеччини надав 650 тис. євро для робіт на кременчуцькому сміттєзвалищі. За ці кошти на різних рівнях полігону пробурили кілька свердловин та приєднали до них труби з транспортування підземного газу до факельної установки. Керувати технологічним процесом можна аж з Німеччини.
Газ зі сміттєзвалища на Деївській горі планується використати для опалення будинків.
24 вересня 2009 р. на Деївському сміттєзвалищі урочисто запалили факел з підземним газом.

## Цікаві факти
- На честь Деївської гори названий аматорський футбольний клуб ФК «Деївка» який представляє с. Садки в Чемпіонаті Кременчука і Кременчуцького району по футзалу і міні-футболу.
- На горі і тамтешніх лісах розташовані до десятка ґрунтових трас для гірського велоспорту. Проводився етап Чемпіонату України з даунхиллу.